# Lijst van nummer 1-hits in de UK Singles Chart in 1979
Deze hits stonden in 1979 op nummer 1 in de UK Singles Chart:
| Datum        | Artiest              | Titel                                      |
| ------------ | -------------------- | ------------------------------------------ |
| 6 januari    | Village People       | Y.M.C.A.                                   |
| 13 januari   | Village People       | Y.M.C.A.                                   |
| 20 januari   | Village People       | Y.M.C.A.                                   |
| 27 januari   | Ian & the Blockheads | Hit me with your rhythm stick              |
| 3 februari   | Blondie              | Heart of glass                             |
| 10 februari  | Blondie              | Heart of glass                             |
| 17 februari  | Blondie              | Heart of glass                             |
| 24 februari  | Blondie              | Heart of glass                             |
| 3 maart      | The Bee Gees         | Tragedy                                    |
| 10 maart     | The Bee Gees         | Tragedy                                    |
| 17 maart     | Gloria Gaynor        | I will survive                             |
| 24 maart     | Gloria Gaynor        | I will survive                             |
| 31 maart     | Gloria Gaynor        | I will survive                             |
| 7 april      | Gloria Gaynor        | I will survive                             |
| 14 april     | Art Garfunkel        | Bright eyes                                |
| 21 april     | Art Garfunkel        | Bright eyes                                |
| 28 april     | Art Garfunkel        | Bright eyes                                |
| 5 mei        | Art Garfunkel        | Bright eyes                                |
| 12 mei       | Art Garfunkel        | Bright eyes                                |
| 19 mei       | Art Garfunkel        | Bright eyes                                |
| 26 mei       | Blondie              | Sunday girl                                |
| 2 juni       | Blondie              | Sunday girl                                |
| 9 juni       | Blondie              | Sunday girl                                |
| 16 juni      | Anita Ward           | Ring my bell                               |
| 23 juni      | Anita Ward           | Ring my bell                               |
| 30 juni      | Tubeway Army         | Are 'friends' electric                     |
| 7 juli       | Tubeway Army         | Are 'friends' electric                     |
| 14 juli      | Tubeway Army         | Are 'friends' electric                     |
| 21 juli      | Tubeway Army         | Are 'friends' electric                     |
| 28 juli      | The Boomtown Rats    | I don't like Mondays                       |
| 4 augustus   | The Boomtown Rats    | I don't like Mondays                       |
| 11 augustus  | The Boomtown Rats    | I don't like Mondays                       |
| 18 augustus  | The Boomtown Rats    | I don't like Mondays                       |
| 25 augustus  | Cliff Richard        | We don't talk any more                     |
| 1 september  | Cliff Richard        | We don't talk any more                     |
| 8 september  | Cliff Richard        | We don't talk any more                     |
| 15 september | Cliff Richard        | We don't talk any more                     |
| 22 september | Gary Numan           | Cars                                       |
| 29 september | The Police           | Message in a bottle                        |
| 6 oktober    | The Police           | Message in a bottle                        |
| 13 oktober   | The Police           | Message in a bottle                        |
| 20 oktober   | The Buggles          | Video killed the radio star                |
| 27 oktober   | Lena Martell         | One day at a time                          |
| 3 november   | Lena Martell         | One day at a time                          |
| 10 november  | Lena Martell         | One day at a time                          |
| 17 november  | Dr. Hook             | When You're in Love with a Beautiful Woman |
| 24 november  | Dr. Hook             | When you're in love with a beautiful woman |
| 1 december   | Dr. Hook             | When you're in love with a beautiful woman |
| 8 december   | The Police           | Walking on the moon                        |
| 15 december  | Pink Floyd           | Another brick in the wall (part 2)         |
| 22 december  | Pink Floyd           | Another brick in the wall (part 2)         |
| 29 december  | Pink Floyd           | Another brick in the wall (part 2)         |

1952 ·
1953 ·
1954 ·
1955 ·
1956 ·
1957 ·
1958 ·
1959 ·
1960 ·
1961 ·
1962 ·
1963 ·
1964 ·
1965 ·
1966 ·
1967 ·
1968 ·
1969 ·
1970 ·
1971 ·
1972 ·
1973 ·
1974 ·
1975 ·
1976 ·
1977 ·
1978 ·
1979 ·
1980 ·
1981 ·
1982 ·
1983 ·
1984 ·
1985 ·
1986 ·
1987 ·
1988 ·
1989 ·
1990 ·
1991 ·
1992 ·
1993 ·
1994 ·
1995 ·
1996 ·
1997 ·
1998 ·
1999 ·
2000 ·
2001 ·
2002 ·
2003 ·
2004 ·
2005 ·
2006 ·
2007 ·
2008 ·
2009 ·
2010 ·
2011 ·
2012 ·
2013 ·
2014 ·
2015 ·
2016 ·
2017 ·
2018 ·
2019 ·
2020 ·
2021
- Nederland (Top 40)
- Nederland (Single Top 100)
- Vlaanderen (Radio 2 Top 30)
- Duitsland
- Verenigd Koninkrijk
- Verenigde Staten (Hot 100)